# 李廷珪 (南唐)
李廷珪，原姓奚，河北易县人，中国五代南唐制墨名家。
廷珪祖父奚鼐为晚唐制墨名家，得祖敏之法，以松烟为墨，称奚鼐墨而闻名。唐末战乱，奚氏為避乱迁居至歙州，因当地多松，仍以制墨为生，成为徽墨的开创者。后廷珪为南唐后主李煜赏识，赐姓李，改名李廷珪。
廷珪所制之墨坚如玉，且有犀纹，时与澄心堂纸、龍尾石硯并称三宝，为南唐和北宋御用之墨。